# 100° westerlengte

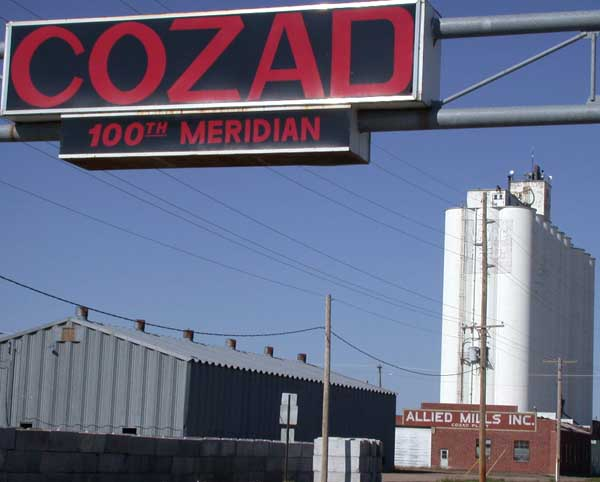
100th Meridian wegteken in Cozad (Nebraska) boven de U.S. Route 30

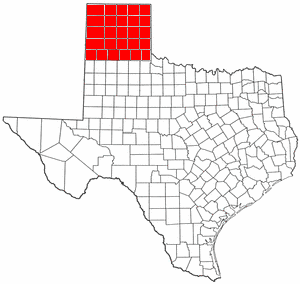
De Texas Panhandle

100° WL als grens tussen Texas en Oklahoma

100° westerlengte (ten opzichte van de nulmeridiaan) is een meridiaan of lengtegraad, onderdeel van een geografische positieaanduiding in bolcoördinaten. De lijn loopt vanaf de Noordpool naar de Noordelijke IJszee, Noord-Amerika, de Grote Oceaan, de Zuidelijke Oceaan en Antarctica en zo naar de Zuidpool.
In de Verenigde Staten is de oostelijke grens van de Texas Panhandle en dus de grens van de staten Texas en Oklahoma over een afstand van circa 213 km tussen de noordgrens van Texas en de Red River in het zuiden vastgelegd op 100° WL. De keuze op die locatie is nog een overblijfsel van de oude grens tussen de Verenigde Staten en Nieuw-Spanje vastgelegd in 1819 bij het afsluiten van het Adams-Onísverdrag. De oude grens liep verder naar het noorden door tot de kruising met de rivier de Arkansas, op welke plaats de stad Dodge City in Kansas gelegen is.
100° WL wordt ook soms aangegeven als de oostgrens van de Great Plains, waarbij het gebied ten westen van de meridiaan een steppeklimaat heeft en minder vochtige lucht uit de Golf van Mexico aangeblazen krijgt dan het gebied ten oosten. Ten westen van de meridiaan stijgt dan ook het belang van irrigatie voor de landbouw.
In de geschiedenis was 100° WL ook een mijlpaal in de trek langs het westen, of dit nu via de Oregon Trail, de route van de Pony Express, de oorspronkelijke, eerste Transcontinental Railroad of de Lincoln Highway liep. Het snijpunt van deze routes met de 100° meridiaan lag bij Cozad (Nebraska) waar als herinnering nu het 100th Meridian wegteken nog boven de U.S. Route 30 ligt.
Wallace Stegner schreef "Beyond the Hundredth Meridian" in 1954. Het boek was een biografie van John Wesley Powell, een pionier bij de verkenning van de American West. The Tragically Hip brachten in 1993 als vierde single uit hun derde album "Fully Completely" de song "At the Hundredth Meridian" uit, een ode aan de pionierstijd tijdens de exploratie van het Westen van Canada, "where the great plains begin".
De meridiaan op 100° westerlengte vormt een grootcirkel met de meridiaan op 80° oosterlengte. De meridiaanlijn beginnend bij de Noordpool en eindigend bij de Zuidpool gaat door de volgende landen, gebieden of zeeën.
| Land, gebied of zee | Nauwkeurigere gegevens |
| ------------------- | --- |
| Noordelijke IJszee  | |
| Canada              | Nunavut – Meigheneiland, Ellef Ringnes-eiland, Berkeley Islands, Bathursteiland                                                                |
| Parrykanaal         | |
| Canada              | Nunavut – Prins van Waleseiland, Royal Geographical Society Island                                                                             |
| Queen Maudgolf      | |
| Canada              | Nunavut, Manitoba |
| Verenigde Staten    | North Dakota, South Dakota, Nebraska (dwarst Cozad), Kansas (dwarst Dodge City), Oklahoma, grens tussen Texas en Oklahoma, Texas               |
| Mexico              | Coahuila de Zaragoza, Nuevo León, Tamaulipas, San Luis Potosí, Tamaulipas, San Luis Potosí, Guanajuato, Querétaro de Arteaga, Mexico, Guerrero |
| Grote Oceaan        | |
| Zuidelijke Oceaan   | |
| Antarctica          | Niet-toegeëigend gebied in Antarctica |